# 希菲凯普涅·波汉巴

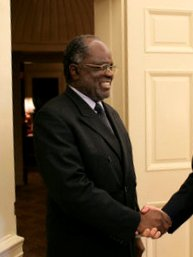
希菲凯普涅·波汉巴

希菲凯普涅·卢卡斯·波汉巴（英語：Hifikepunye Lucas Pohamba，1935年8月18日—），纳米比亚政治家，西南非洲人民组织（纳米比亚人组党）成员，曾于2005年3月至2015年3月间任纳米比亚总统。
波汉巴1935年8月18日生于纳米比亚奥汉圭纳省，1955年起留学苏联学习社会学和政治学，1960年与努乔马等参与创建西南非洲人民组织，1961年因参加纳米比亚独立斗争被南非白人种族主义政权逮捕，1985年获释，后流亡东德。
1990年纳米比亚独立后，他历任内政部长、渔业与海洋资源部长、不管部长、土地与重新安置部长，1997年至2002年任人组党副主席，2004年11月当选纳米比亚第二任总统，2005年3月就职。
2009年纳米比亚总统選舉，波汉巴成功連任，至直2015年3月21日两届总统任期屆滿後離任，并同时卸任人组党党首。